# اليوم الذي تبقى فيه الأرض صامدة (فلم 2008)
اليوم الذي تبقى فيه الأرض صامدة، هو فيلم من أفلام الخيال العلمي وهو إعادة كتابة وتمثيل للفيلم الذي يحمل نفس الاسم والذي أخرج بالعام 1951م، وهو مقتبس من رواية من العام 1941م باسم "Farewell to the Master".

## قصة الفيلم
في العام 1928م متسلق جبال والذي يقوم بدوره الممثل كيانو ريفز يجد كرة مشعة بين الثلوج وعندما يحاول لمسها يفقد الوعي لمدة من الوقت وبعدها يستعيد وعيه ليجد أن الكرة أختفت وأنه بخير وهناك علامة على يده فقط.
تنتقل بعدها أحداث الفيلم لوقتنا الحاضر حيث تقوم الدولة بجمع مجموعة من العلماء في الولايات المتحدة الأمريكية ومن ضمنهم بطلة الفيلم عالمة الأحياء د.هيلين والتي تلعب دورها الممثلة جنيفر كونلي وتعيش في مدينة مانهاتن الأمريكية.
يبدأ اجتماع طارئ يضم قادة الدولة العسكريين باشراف وزيرة الدفاع الأمريكية وبمشاركة من العلماء ويقدمون عرض خطير عن وصول جسم من الفضاء[ ؟ ] الخارجي والذي يسير بسرعة خارقة ويتجه باتجاه الأرض إلى نفس المدينة مانهاتن وسيصل خلال حوالي 78 دقيقة. وأن هذا الجسم سيحدث انفجار سيودي بحياة حوالي 8 ملايين شخص كما أنه لا يوجد وقت لإخلاء السكان.
تبدأ الأحداث عندما يخترق الجسم غلاف الأرض ويصل إلى مكان الانفجار المتوقع ويفاجئ الجميع بانه بدل أن ينفجر يتوقف في الحديقة المركزية للمدينة Central Park.
يخرج من الكرة كائن غريب يُكتشف بعدها بأنه كائن فضائي موجود ضمن غلاف عضوي حماية وهو موجود في جسم مستنسخ من متسلق الجبال من العام 1928م والذي يقوم بدوره كيانو ريفز.
تكون مهمة هذا الكائن هي حماية الأرض من ساكنيها لأن، البشر[ ؟ ] أصبحوا يقتلون الأرض. لذلك سيكون هناك إبادة كاملة لجميع المخلوقات على الأرض والحضارات والمباني. وستتم إعادة الأرض لتشفي نفسها بنفسها.
مهمة د.هيلن هي اقناع هذا الكائن بأن هناك فرصة للبشر بأن يتغيروا، وأن الإنسان يبدأ بالتغير عند الوصول إلى الحافة.

## وصلات خارجية
- الموقع الرسمي
- مقالات تستعمل روابط فنية بلا صلة مع ويكي بيانات
- إعلان الفلم على يوتيوب